# Pooh Shiesty
Pooh Shiesty, pseudonimo di Lontrell Dennell Williams Jr. (Memphis, 8 novembre 1999), è un rapper statunitense.

## Biografia
Lontrell è nato a Memphis ma poi ha vissuto per due anni a Pflugerville. Una volta tornato nella città natale si è diplomato alla scuola secondaria frequentando la scuola estiva e successivamente, all'età di 18 anni, ha cominciato a concentrarsi sulla musica.

### 2019-20: Il debutto commerciale
Il singolo di debutto di Pooh Shiesty è stato Hell Night, con la partecipazione del rapper Big30, pubblicato il 15 marzo 2019. Nello stesso anno ha pubblicato i singoli Shiesty Summer, Choppa Talk e Day One. Nel 2020 Shiesty ha pubblicato il singolo Main Slime con la produzione di Tay Keith e poco dopo il remix in collaborazione con Moneybagg Yo.
Dopo aver pubblicato diversi singoli autonomamente, ha firmato un contratto con l'etichetta discografica di Gucci Mane, 1017 Records e con l'Atlantic Records nel marzo 2020. Nel giugno dello stesso anno ha partecipato come artista ospite al singolo di Gucci Mane, Still Remember. Il 25 giugno il rapper ha rilasciato Monday to Sunday in collaborazione con Lil Baby e Big30. Il singolo assieme ad altri due brani del rapper sono stati inclusi nel mixtape di Gucci Mane So Icy Summer.

### 2020-presente:Shiesty Season
Il 6 novembre 2020 il rapper ha pubblicato il singolo Back in Blood in collaborazione con Lil Durk. Il brano è diventato presto il più ascoltato della sua discografia e ha segnato il debutto nella Billboard Hot 100 raggiungendo la tredicesima posizione. Tra la fine del 2020 e l'inizio del 2021 il rapper ha partecipato in diversi singoli, tra cui Should've Ducked di Lil Durk, contenuto nella versione deluxe di The Voice. Il 2 febbraio del 2021 Pooh Shiesty ha pubblicato Neighbors, la sua seconda canzone ad entrare nella classifica statunitense e terzo singolo di Shiesty Season, il suo mixtape di debutto pubblicato il 5 febbraio. Il progetto vede le partecipazioni di rapper come Gucci Mane, 21 Savage, Veeze, Foogiano e Tay Keith. Il 26 marzo la rapper Coi Leray ha reso disponibile il singoli Big Purr (Prrd) in cui Shiesty è artista ospite. La versione deluxe del mixtape pubblicata il 21 maggio 2021 è intitolata Shiesty Season - Spring Deluxe ed include le partecipazioni aggiuntive di Lil Baby e G Herbo. Shiesty Season ha raggiunto la terza posizione nella classifica statunitense degli album.

## Influenze musicali
Le influenze musicali di Pooh Shiesty sono il cantante nigeriano Chima e i rapper statunitensi Chief Keef e Kodak Black. Lil Wayne è stato la sua maggiore fonte di ispirazione.

## Discografia

### Mixtape
- 2021 – Shiesty Season

### Singoli

#### Come artista principale
- 2019 – Hell Night (feat. BIG30)
- 2019 – Shiesty Summer
- 2019 – Choppa Talk (con BIG30)
- 2019 – Day One
- 2020 – At It Again
- 2020 – Main Slime (solo o remix feat. Moneybagg Yo e Tay Keith)
- 2020 – ABCGE (feat. BIG30)
- 2020 – Monday to Sunday (feat. Lil Baby e BIG30)
- 2020 – Twerksum
- 2020 – Back in Blood (feat. Lil Durk)
- 2021 – Guard Up
- 2021 – Neighbors (feat. BIG30)

#### Come artista ospite
- 2019 – Dirty Shoe (Low Key feat. Pooh Shiesty)
- 2019 – Uppin the Score (NLE Choppa feat. Pooh Shiesty)
- 2020 – Drop Sum (Lit Yoshi feat. Seven7Hardaway, Pooh Shiesty e BIG30)
- 2020 – Steppin (Action Pack feat. Pooh Shiesty)
- 2020 – Exotic (GlitchMan feat. Pooh Shiesty)
- 2020 – Still Remember (Gucci Mane feat. Pooh Shiesty)
- 2020 – Gym (Big Phil GwappedUp feat. Pooh Shiesty)
- 2020 – SoIcyBoyz (Big Scarr feat. Pooh Shiesty e Foogiano)
- 2020 – Who Is Him (Gucci Mane feat. Pooh Shiesty)
- 2020 – Allegations (BIG30 feat. Pooh Shiesty)
- 2020 – In My Zone (Feddi K feat. Pooh Shiesty)
- 2020 – Smoke Again (DoughBoy D feat. Pooh Shiesty)
- 2020 – Foreva Shiesty (Tooley feat. Pooh Shiesty)
- 2020 – 1017 Loaded (Roboy feat. Gucci Mane, Big Scarr, Enchanting, Foogiano, K Shiday e Pooh Shiesty)
- 2020 – Up da Score (6Figure Twizz feat. Pooh Shiesty)
- 2020 – ATL Freestyle (Bse Peso feat. Pooh Shiesty, BIG30 e 60 Baby)
- 2020 – SoIcyBoyz 2 (Big Scarr feat. Pooh Shiesty, Foogiano e Tay Keith)
- 2020 – Baby Gucci (BandBand Zay feat. Pooh Shiesty)
- 2020 – Dogg Jigga (Fresh Porter feat. Pooh Shiesty)
- 2020 – Armed & Dangerous (YWM Flyaa feat. Pooh Shiesty)
- 2020 – Ben 10 (Bino Brazy feat. Pooh Shiesty)
- 2020 – First Day in LA (Foogiano feat. Pooh Shiesty)
- 2020 – Invested (ATM Big Will feat. Pooh Shiesty)
- 2020 – Cocky (CeeFineAss feat. Pooh Shiesty)
- 2020 – Neighborhood Heroes (BIG30 feat. DeeMula e Pooh Shiesty)
- 2020 – Get You Paid (Sloppy Way feat. Pooh Shiesty)
- 2021 – Shiesty Slide (J.A the Artist feat. Pooh Shiesty)
- 2021 – Money Murder & Verses (Lil' Gutta feat. Pooh Shiesty)
- 2021 – 7.62 God (S4l Reckless feat. Pooh Shiesty)
- 2021 – Ebgk (BIG30 feat. Pooh Shiesty)
- 2021 – Big Purr (Prrdd) (Coi Leray feat. Pooh Shiesty)
- 2021 – SoIcyBoyz 3 (Big Scarr feat. Gucci Mane, Pooh Shiesty, Foogiano e Tay Keith)